# Aneides lugubris
Aneides lugubris es una especie de salamandras en la familia Plethodontidae.
Habita en California y Baja California.
Su hábitat natural son los bosques templados.
Está amenazada de extinción debido a la destrucción de su hábitat.

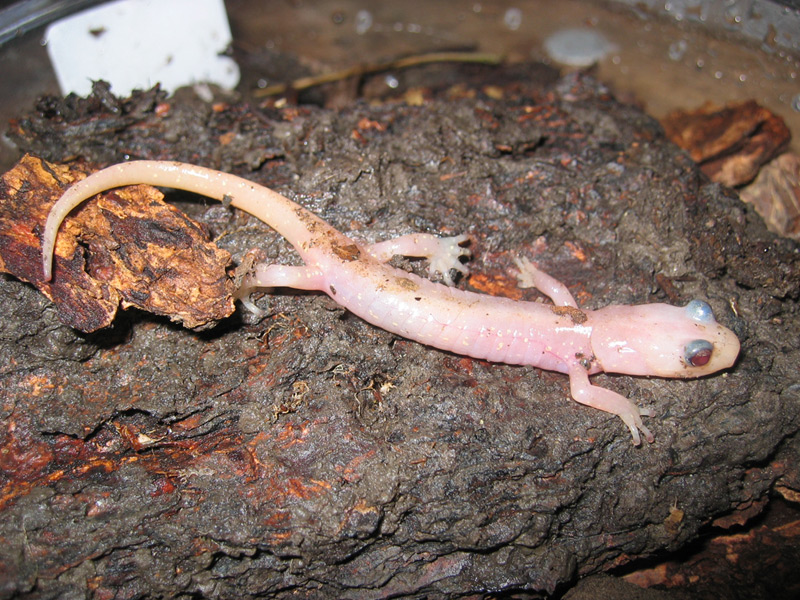
Ejemplar albino de Aneides lugubris hallado en Lafayette (California).
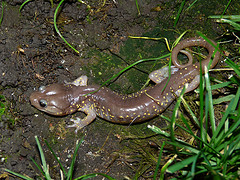
Aneides lugubris en el Condado de San Mateo.